# Andreas Lutz (Autor)
Andreas Lutz (* 6. Mai 1966 in Karlsruhe) ist ein deutscher Sachbuchautor. Er ist Mitgründer und 1. Vorsitzender des Verbands der Gründer und Selbstständigen Deutschland e. V.

## Leben
Lutz ist promovierter Diplom-Kaufmann und war u. a. kaufmännischer Leiter und Leiter Produktentwicklung von Immobilienscout24, bevor er sich im Mai 2003 selbständig machte. Er veranstaltet Seminare für Gründer und Selbständige. Gemeinsam mit Jörn Block verfasste er diverse Veröffentlichungen in Fachzeitschriften.
Im Juni 2012 hat Lutz den Verband der Gründer und Selbständigen Deutschland (VGSD) e.V. gegründet und ist seitdem dessen Vorstandsvorsitzender.
Lutz hat alleine und mit Co-Autoren seit 2003 mehr als 10 Sachbuch-Titel geschrieben. Ratgeber zum Thema Gründung und Selbständigkeit sowie Networking erscheinen schwerpunktmäßig in einer von ihm herausgegebenen Reihe beim Linde-Verlag, Wien.

## Werke
- Werkzeugkasten für junge Unternehmen, 2008, ISBN 978-3-7093-0234-7
- Darlehen und Kredit, Linde, 2009, ISBN 978-3-7093-0271-2
- Praxisbuch Networking, Linde, 2009, ISBN 978-3-7093-0200-2
- Die Businessplan-Mappe, Linde, 2010, ISBN 978-3-7093-0308-5
- stern-Ratgeber Businessplan, 2010, ISBN 978-3-7093-0309-2
- Praxisbuch Pressearbeit, Linde, 2010, ISBN 978-3-7093-0293-4
- Gründungszuschuss und Einstiegsgeld, Linde, 2011, ISBN 978-3-7093-0343-6
- stern-Ratgeber Existenzgründung, 2011, ISBN 978-3-7093-0351-1
- Selbständig in Teilzeit, Linde, 2013, ISBN 978-3-7093-0528-7
- XING optimal nutzen, Linde, 2013, ISBN 978-3-7093-0505-8
- Jetzt sind Sie Unternehmer, 2014, ISBN 978-3-7093-0543-0